# あそBOY
あそBOY（あそボーイ）は、九州旅客鉄道（JR九州）が豊肥本線の熊本駅 - 宮地駅間で、1988年（昭和63年）8月28日から2005年（平成17年）11月27日まで運行していた臨時快速列車である。

## 概要
九州での蒸気機関車 (SL) の復活は、1987年（昭和62年）7月4日に「1989年（平成元年）の門司港開港100年と九州鉄道100年の記念イベントとして蒸気機関車を復活させよう」という北九州市長末吉興一と、JR九州社長石井幸孝との約束に始まった。同年7月20日に復活が決定し、プロジェクトチームが発足した。
列車名は、阿蘇のカルデラの中の小さな山で包み込むような地形から女性的な印象を連想させる平仮名表記の「あそ」、西部劇を彷彿とさせる風景から8620形の小ぶりな車体を英語を用い「ボーイ」になぞらえたもので唐池恒二が命名した。また、本列車と合わせて阿蘇地域の60ヘクタールの土地に、西部劇をイメージしたテーマパークを建設する構想が三菱商事と共同で立案されたが、実現しなかった。
なお、唐池はあそBOYのデザインについて、以下のように回想している。
途中、立野 - 赤水間にあるスイッチバックの区間では、推進運転により後進させていた。
SLの老朽化と部品の破損が発覚したため、SL牽引による列車は2005年（平成17年）8月28日をもって運行を終了した。同年7月2日に運行を開始したディーゼル機関車 (DL) 牽引による「ディーゼルあそBOY」は、同11月27日をもって運行を終了した。その後は、2006年（平成18年）から後継列車としてキハ58系気動車による臨時快速列車「あそ1962」が運行されたが、同列車においても車両老朽化のため廃止され、2011年（平成23年）より（キハ185系気動車による臨時特急列車「阿蘇ゆるっと博号」 → ）キハ183系気動車による臨時特急列車「あそぼーい!」が運行を開始し、現在に至る。

## 運行概況
毎年3月から11月にかけて、週末を中心に1日1往復運行されており、全車座席指定席であった。指定席料金は800円で、ほかの快速列車より高めの価格設定だった。ただし、DL牽引による「ディーゼルあそBOY」としての運行時は他列車と同じ300円であった。
この他、年間数日程度は「SL人吉号」として肥薩線を球磨川沿いに人吉駅まで運行した。これは牽引機の58654が人吉市に保存されていたことによる。

### 使用車両

#### 牽引機関車
8620形蒸気機関車の58654号機が牽引していた。

#### 補助機関車
SLの不調等でダイヤに大幅な遅れが見込まれる場合に限り、DE10形ディーゼル機関車が後部補機として連結されていた。また、SLの故障の際は代替機として運用されていた。

#### 客車
50系客車3両をアメリカ西部開拓時代に活躍した客車風に改造した50系700番台「ウエスタン風客車」を使用していた。編成内容は以下のとおり。宮地方が1号車。
- 1号車 - オハフ50 701（宮地方に密閉式展望デッキあり）
- 2号車 - オハ50 701（ビュッフェあり）
- 3号車 - オハフ50 702（熊本方に密閉式展望デッキあり）

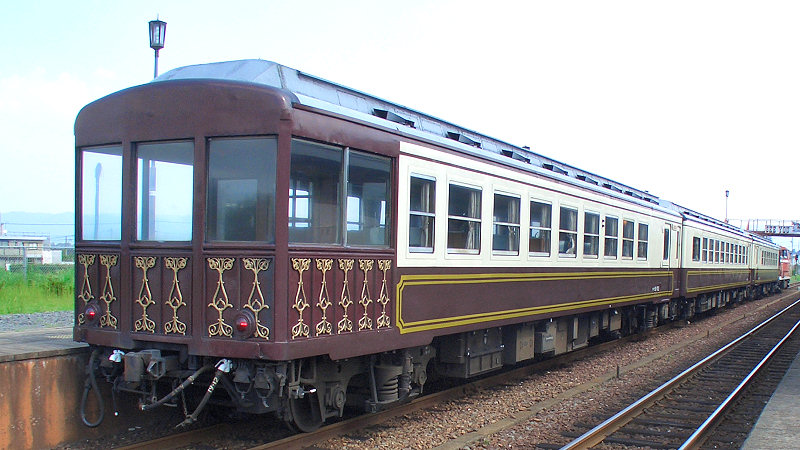
50系客車
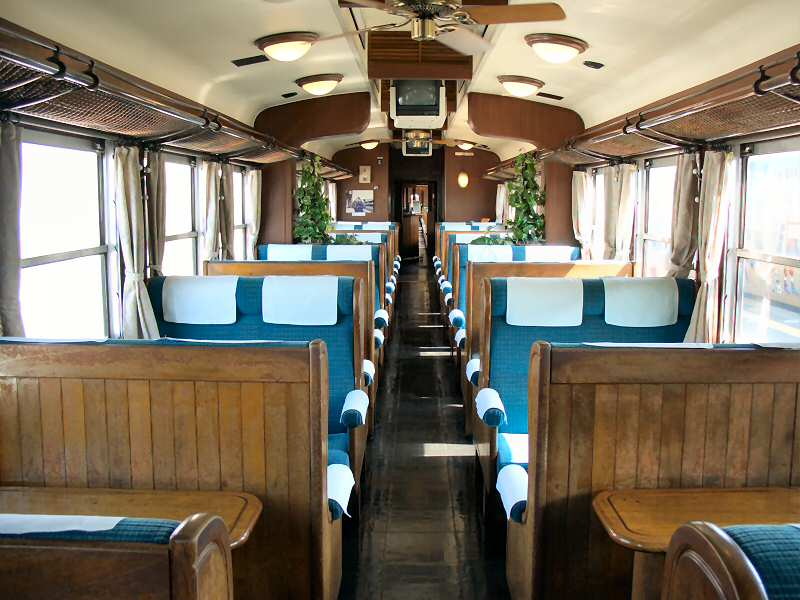
50系客車の車内

## 沿革
- 1988年（昭和63年）
  - 8月28日 - 「SLあそBOY」が運行開始。
  - 10月9日 - 「SL人吉号」が肥薩線で運行開始。
- 1999年（平成11年）
  - 7月18日 - 8月31日 - 「銀河鉄道999号」として運行。999ヘッドマークが取り付けられ、炭水車に「999」のメーテル・星野鉄郎のイラストが掲示される。また、スタンプラリーが実施されたり、特製のオレンジカードが発売された。
- 2005年（平成17年）
  - 6月 - 「SLあそBOY」の運行終了発表。
  - 7月2日 - DL牽引による「ディーゼルあそBOY」が運行開始。
  - 8月21日 - 「SL人吉号」が運行終了。
  - 8月28日 - 「SLあそBOY」が運行終了。
  - 11月27日 - 「ディーゼルあそBOY」が運行終了。2006年からは代わりに「あそ1962」が運行開始。
- 2023年（令和5年）
  - 9月22日 - 2024年（令和6年）3月の牽引機58654の完全引退を前に、南阿蘇鉄道との共同ツアー企画により、「SLあそBOY」がこの日限りで復活運行（ただし、復路の宮地駅発はDL牽引で運行）。

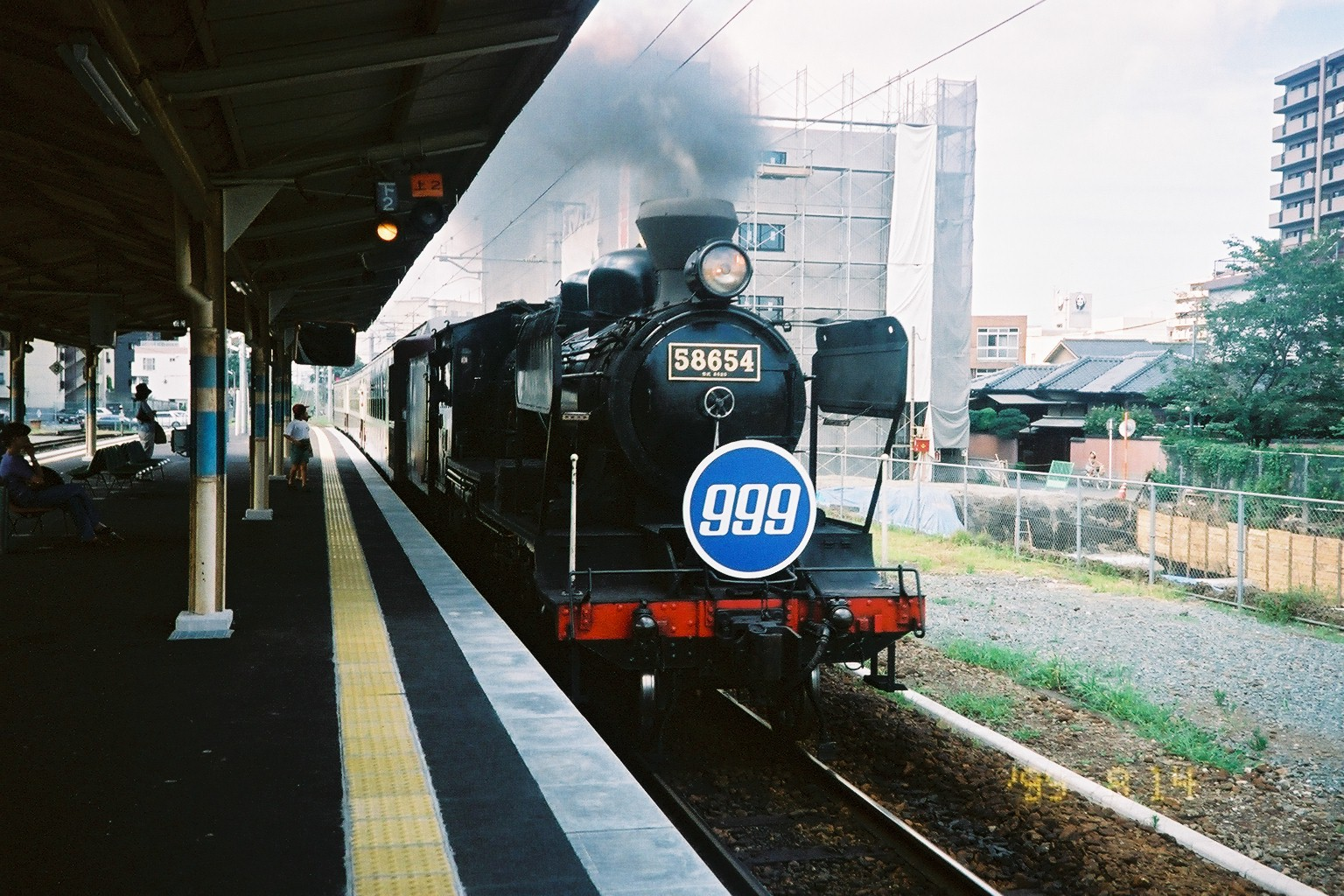
銀河鉄道999の正面から（水前寺駅）
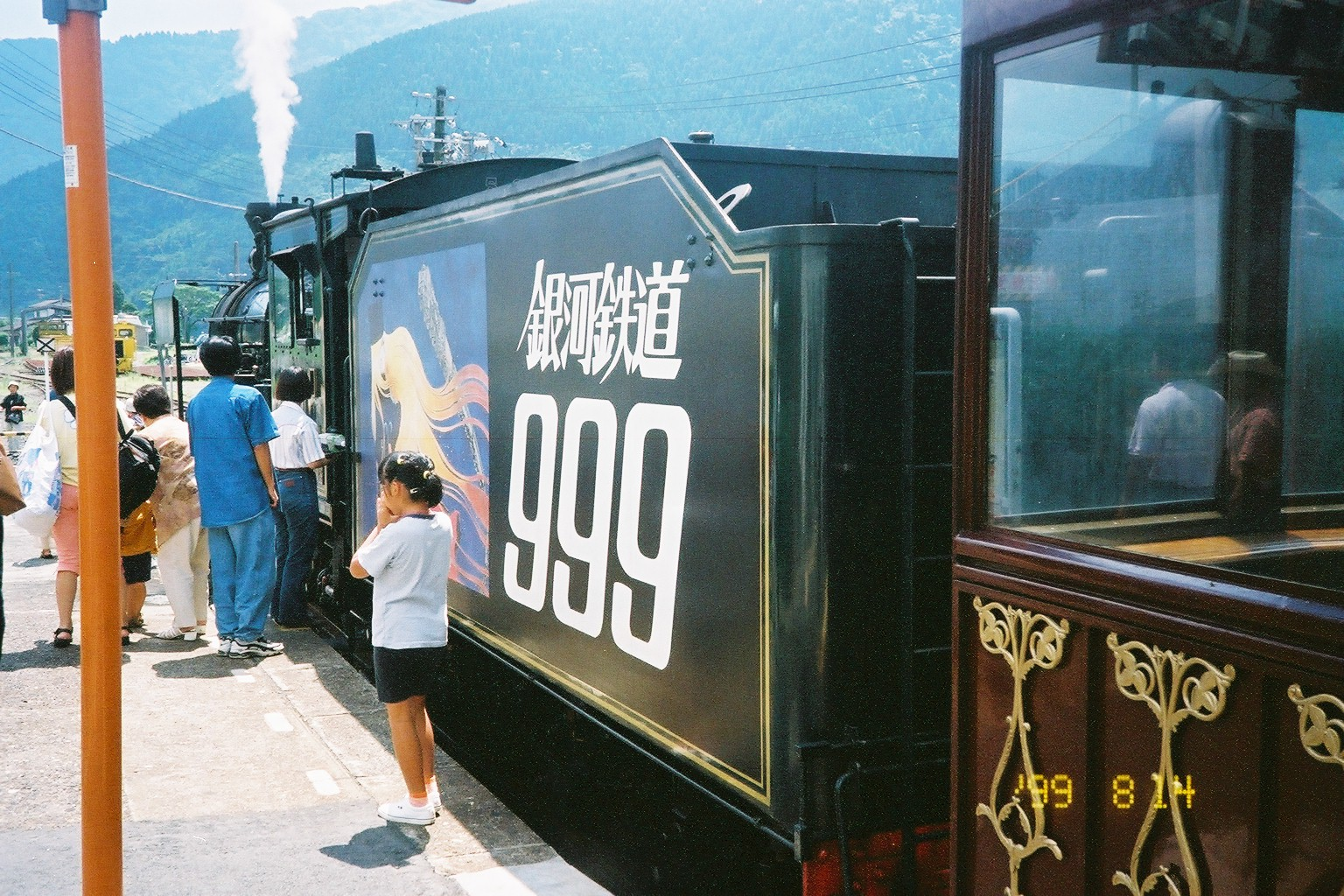
銀河鉄道999号の側面（立野駅）
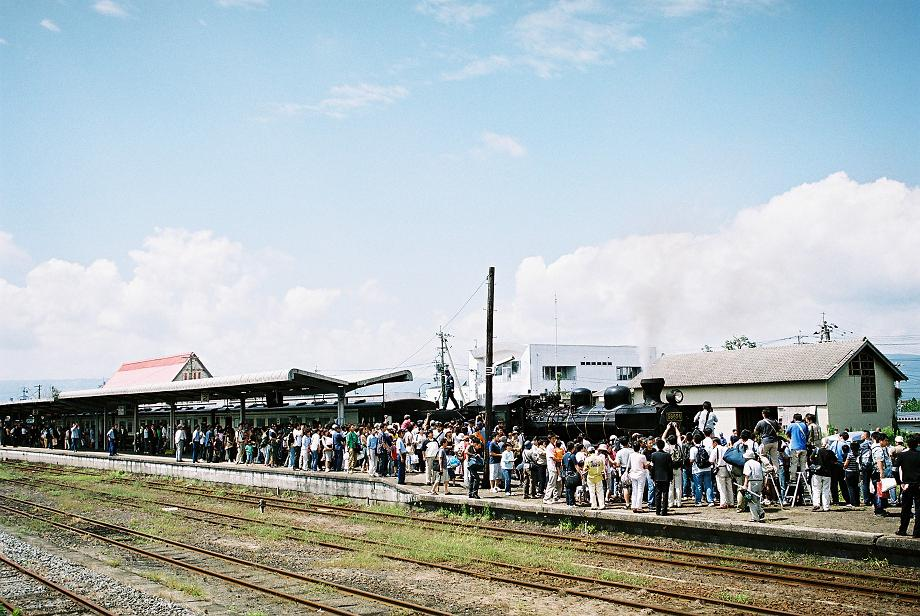
最終運行日の宮地駅の様子